# Duccio Cosi
Duccio Cosi (Firenze, 20 novembre 1997) è un rugbista a 15 italiano, terza linea ala del Rovigo.

## Biografia
Formatosi nel vivaio del club della città natale, il Firenze 1931, entrò nel 2015 nell'Accademia FIR di Parma; nel 2016 fu di nuovo nella sua città ai Medicei, con cui vinse la serie A e ottenne la promozione in prima divisione.
Dopo quattro stagioni a Firenze, fu a Viadana nel 2020.
Dopo una sola stagione nel Mantovano fu ingaggiato dal Rovigo, con cui si è laureato due volte campione d'Italia, nel 2023 e nel 2025.
In ambito internazionale ha disputato gli europei di categoria con la U-18 e ha militato anche in U-17, U-19 e U-20, senza figurare tuttavia mai in nazionale maggiore.

### Vita privata
Cosi è laureato in scienze politiche a Firenze con una tesi sulla crisi delle democrazie liberali successive alla Grande guerra.

## Palmarès
- Campionati italiani: 2
Rovigo: 2022-23, 2024-25
- Coppe Italia: 1
Rovigo: 2024-25